# Flow Festival
Das Flow Festival ist ein genreübergreifendes Musikfestival in der finnischen Hauptstadt Helsinki.
Das Festival wurde 2004 gegründet; damals wurde in der Speicherhalle VR:n makasiinit etwa 2000 Besuchern musikalisch eine Mischung aus Hip-Hop, DJs und Jazz geboten. Nach einem Brand auf dem Gelände zog das Festival 2007 auf das Areal der ehemaligen Energieproduktionsstätte Suvilahti im Stadtteil Sörnäinen um. Dort werden neun Bühnen, ein Skatepark, eine Liegewiese und Platz für Kunstinstallationen und Filmvorführungen genutzt. 2014 verzeichnete das Festival 58.000 Besucher. 2022 hat man 90.000 Besucher erreicht.

## Künstler (Auswahl)

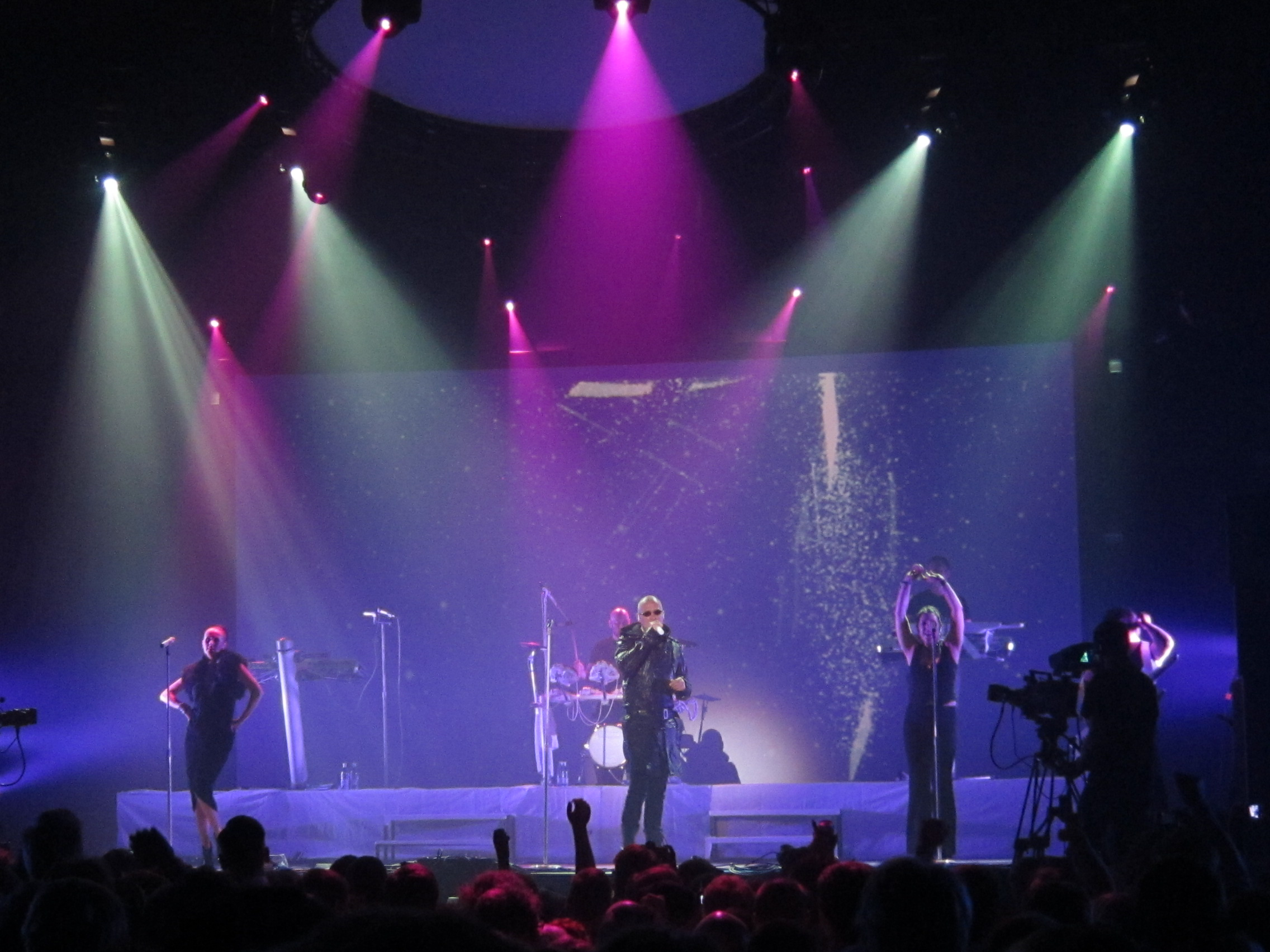
The Human League beim Flow Festival 2011

- 2004: Ty, Jazzanova, Bugz in the Attic, Nicola Conte
- 2005: Marva Whitney, Mark Murphy, Husky Rescue
- 2006: José González, Gravenhurst, Candi Staton
- 2007: Architecture in Helsinki, OP:L Bastards, The Valkyrians
- 2008: Kings of Convenience, Crystal Castles, 22-Pistepirkko, The Roots
- 2009: Lily Allen, Kraftwerk, Grace Jones, Vampire Weekend
- 2010: The Chemical Brothers, LCD Soundsystem, Air, M.I.A.
- 2011: Kanye West, Röyksopp, Lykke Li, The Human League
- 2012: Björk, Leslie Feist, Bon Iver, The Black Keys
- 2013: Nick Cave and the Bad Seeds, Alicia Keys, Cat Power, Public Enemy
- 2014: OutKast, Manic Street Preachers, The National, Skrillex
- 2015: Major Lazer, Chic, Pet Shop Boys, Beck, Róisín Murphy, Alt-J
- 2016: Iggy Pop, Chvrches, New Order, M83, Jamie xx, Morrissey
- 2017: Lana Del Rey, Goldfrapp, Aphex Twin, London Grammar, Young Thug
- 2018: Kendrick Lamar, Arctic Monkeys, Patti Smith, Lauryn Hill, Lykke Li
- 2019: Solange, Tame Impala, Robyn, The Cure, Neneh Cherry
- 2022: Nick Cave, Florence + the Machine, Gorillaz, Burna Boy, Sigrid, Freddie Gibbs
- 2023: Lorde, Blur, Devo, Wizkid, Caroline Polachek